# 林襄
林襄（英語：Mizuki Lin Hsiang，1997年9月5日—），臺灣啦啦隊員、寫真女星、模特兒。是前樂天桃猿專屬啦啦隊Rakuten Girls成員，現為味全龍專屬啦啦隊Dragon Beauties成員。

## 生涯
林襄自小在臺北市士林區社子長大，且有親友在士東市場工作。曾就讀臺北市士林區社子國民小學，繼而升讀臺北市立士林國民中學，後轉讀泰北高中廣告設計科，因仰慕日本模特兒西川瑞希而以「瑞希」為名當過遊戲實況主。
2021年，林襄經樂天女孩《猿來是妳》徵選，成為正式成員。同年，为了宣传写真集《与你襄遇》，林襄频繁参加綜藝節目，如《綜藝大熱門》、《綜藝玩很大》，打开了知名度。
2022年，成為四個網路節目《HELP！女孩花惹FUN》、《女孩花啾玩》、《懿想天開-要去哪裡玩》、《威廉沈歡樂送》的主持群之一。
2022年秋冬，於Apu Jan時裝秀影片飾演「引路人」暨擔任品牌好友。
2022年7月，入圍美國電影網站TC Candler全球百大美女。同年10月，接下紐約輕珠寶專櫃品牌Gold Philosophy台灣區代言人。
2024年2月15日，樂天球團宣布林襄離開Rakuten Girls。2月26日，味全龍宣布，林襄加入Dragon Beauties。

## 個人生活
林襄自承曾做過齒列矯正，之前除了在台灣擔任韓國美妝品牌的宣傳大使，也會前往韓國旅遊並同時做醫療美容 。
2022年媒體報導，林襄曾經與反骨男孩成員孫生交往一年半。
2023年8月，林襄被鏡周刊報導，當時的男友為樂天桃猿球員馬傑森；10月，傳出兩人疑似分手。

## 啦啦隊經歷

### 棒球之啦啦隊
| 年份           | 隊伍名稱        | 備註                   |
| 2021年－2023年 | Rakuten Girls   | 中華職棒樂天桃猿啦啦隊 |
| 2024年－       | Dragon Beauties | 中華職棒味全龍啦啦隊   |

### 籃球之啦啦隊
| 年份   | 隊伍名稱         | 備註       |
| 2021年 | 桃園領航猿啦啦隊 | 專屬啦啦隊 |

## 演出作品

### 主持作品
| 日期                          | 電視台              | 節目名稱                | 備註                                                                         |
| 2022年3月11日－2022年4月29日  | 狼谷育樂台、Youtube | HELP！女孩花惹FUN       | 與沐妍、陳伊、Yuri共同主持                                                   |
| 2022年3月29日－2022年11月18日 | Vidol、Youtube      | 要去哪裡玩              | 懿想天開分支節目，與冼迪琦共同主持                                           |
| 2022年5月27日－2022年8月22日  | Youtube             | 女孩花啾玩              | 與沐妍、陳伊、Yuri共同主持                                                   |
| 2022年7月24日－2023年1月8日   | 台視、三立都會台    | 全明星運動會            | 第4季黃隊經理                                                                |
| 2022年7月29日－至今           | Youtube             | 威廉沈歡樂送-約會沈查員 | 與沈玉琳共同主持                                                             |
| 2022年9月－2023年5月          | 中天娛樂台          | 小明星大跟班            | 替吳姍儒代班主持                                                             |
| 2022年10月25日－2023年1月17日 | 東森超視            | 請問 今晚住誰家         | 與梁赫群共同主持                                                             |
| 2023年－2023年6月30日         | Vidol、Youtube      | 懿想天開                | 與李懿、陳詩雅、巫苡萱、倪暄、籃籃、曲羿、雅涵、冼迪琦、林馨、廖苡任共同主持 |
| 2023年1月16日－2023年1月20日  | 香港無綫電視J2      | 自然系女子旅行          | 與林映暉共同主持                                                             |
| 2023年8月7日－2023年8月25日   | 香港無綫電視J2      | 自然系女子日本旅行      | 與林映暉共同主持                                                             |
| 2024年7月6日－至今            | 東森超視            | 《女孩好野》            | 與籃籃、李多慧、沈玉琳、風田、張立東共同主持                                 |

### 電影作品
| 日期   | 電影名稱       | 角色       | 備註                                   |
| 2023年 | 惡女           | 大為新女友 | 與曾少宗、邵雨薇等人合作               |
| 2025年 | 麻雀女王追男仔 | 彤彤       | 與陳家樂、陳靜等人合作                 |
| 2026年 | 厄魂           |            | 與曹佑寧、項婕如、天心、莊凱勛等人合作 |

### 電子遊戲作品
| 日期   | 電影名稱  | 角色 | 備註                                                     |
| 2024年 | 人中之龍8 | 林襄 | 於小遊戲中登場，真人上陣 MISSMATCH交友軟體白金級會員之一 |

### 電視廣告
- 2023年 真口味食品「古道酸梅湯」

## 音樂作品
| 年份          | 歌名         | 備註                    |
| 2021年9月10日 | 《一起勇敢》 | 與Rakuten Girls共同演出 |
| 2022年10月7日 | 《Rise Up》  | 與Rakuten Girls共同演出 |
| 2023年10月7日 | 《Ready Go》 | 與Rakuten Girls共同演出 |
| 2023年11月1日 | 《卡哇伊》   | 首張個人單曲            |

## 出版物

### 寫真
| 名稱                     | 備註                                    | 附註                                                      |
| 《2020瑞希首次大尺桌曆》 | 2020年個人寫真桌曆                      | 瑞希時期第一本                                            |
| 《林襄Mizuki》           | 2021年個人寫真桌曆                      | 本名出道第一本                                            |
| 《與你襄遇》數位版       | 2022年首本個人電子寫真書                |                                                           |
| 《人間襄氣》             | 2022年首本樂天女孩寫真桌曆              |                                                           |
| 《林襄好襄》             | 2022年個人寫真桌曆                      |                                                           |
| 《與你襄遇》實體版       | 2022年第一本個人實體寫真書 尖端出版發行 | 又稱為「寫真教科書」、「寫真聖經」 分成尖端版及一般通路版 |
| 《與你襄愛》實體版       | 2022年第二本個人實體寫真書 莉奈文創發行 | 2022.05.20上市                                            |
| 《與你襄愛》數位版       | 2022年第二本個人電子寫真書 莉奈文創發行 | 2022.09.01上市                                            |
| 《襄療法》               | 2023年第二本樂天女孩寫真桌曆            |                                                           |
| 《林襄MIZUKI》           | 2023年個人寫真桌曆                      | 2022.11.20上市                                            |
| 《薰－Kaoru－》          | 第一本日本版寫真書 講談社發行           | 2024.07.10上市                                            |

### 週邊
| 名稱                     | 備註           | 附註     |
| 《想要抱抱雙面寫真抱枕》 | 2022年七夕週邊 |          |
| 《純欲花仙子雙面浴巾》   | 2022年七夕週邊 | 分A、B款 |

## 外部連結
- 林襄 Mizuki的Facebook專頁
- 林襄♡的Instagram帳戶
- 林襄mizuki的X（前Twitter）
- 林襄在豆瓣上的资料（简体中文）
- YouTube上的林襄 Mizuki頻道